# Кэмелбэк (паровоз)

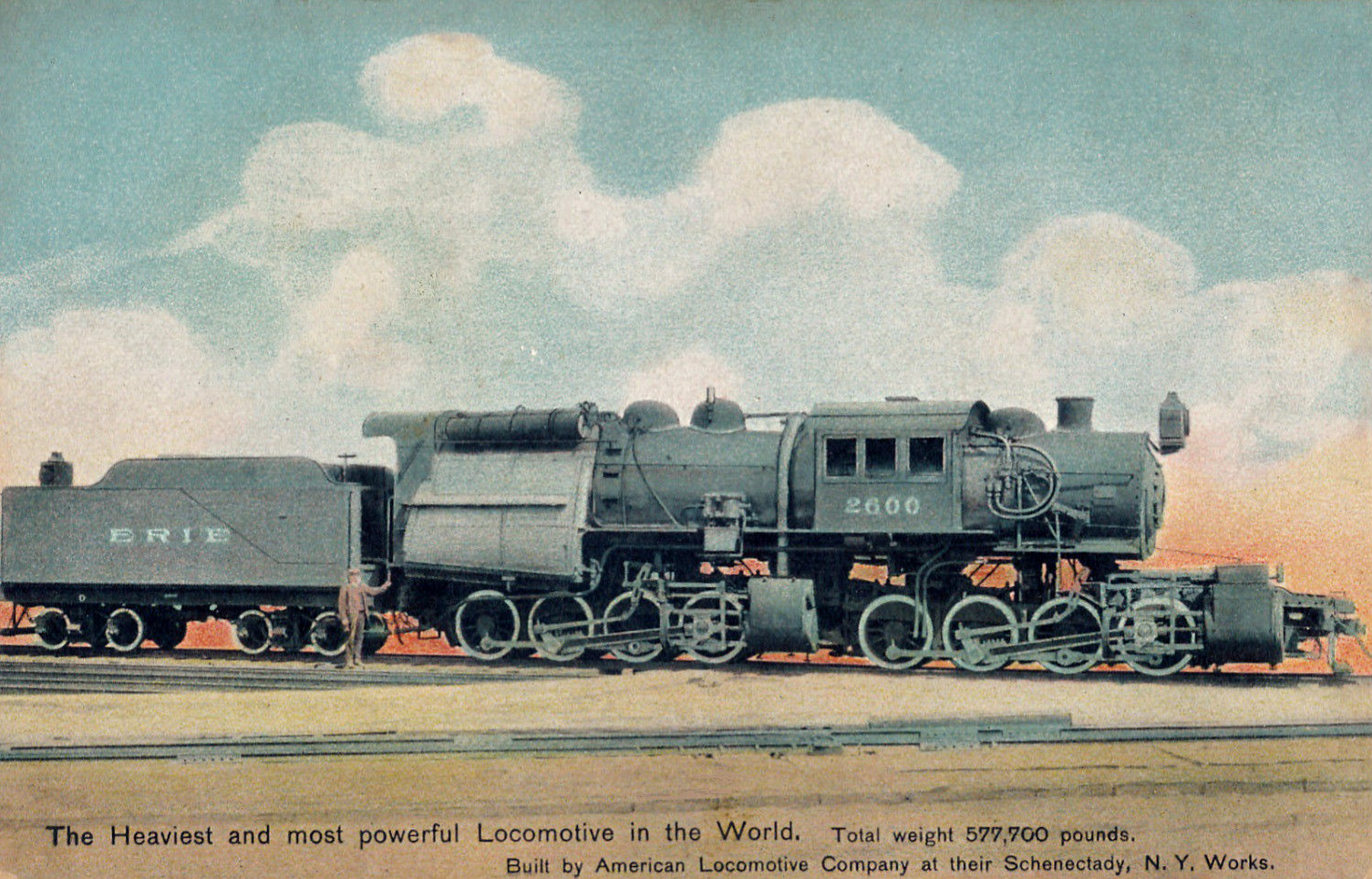
Паровозы серии L-1 дороги Эри были мощнейшими среди остальных Кэмелбэков и единственными среди них представителями сочленённых паровозов (тип 0-4-0+0-4-0)

Кэмелбэк (англ. camelback), также известный как Матушка Хаббард (англ. Mother Hubbard) или центральнокабинный паровоз (англ. center-cab locomotive) — разновидность паровоза, когда будка находится по бокам парового котла у его середины. Конструкция была создана из-за стремления конструкторов улучшить обзор для локомотивной бригады, но в 1920-х годах выпуск паровозов данного типа был запрещён из соображений её безопасности.
Само название «кэмелбэк» (англ. camelback) в переводе с английского имеет несколько значений: горбатый, верблюжья спина и езда на верблюде.

## История

### Кэмел

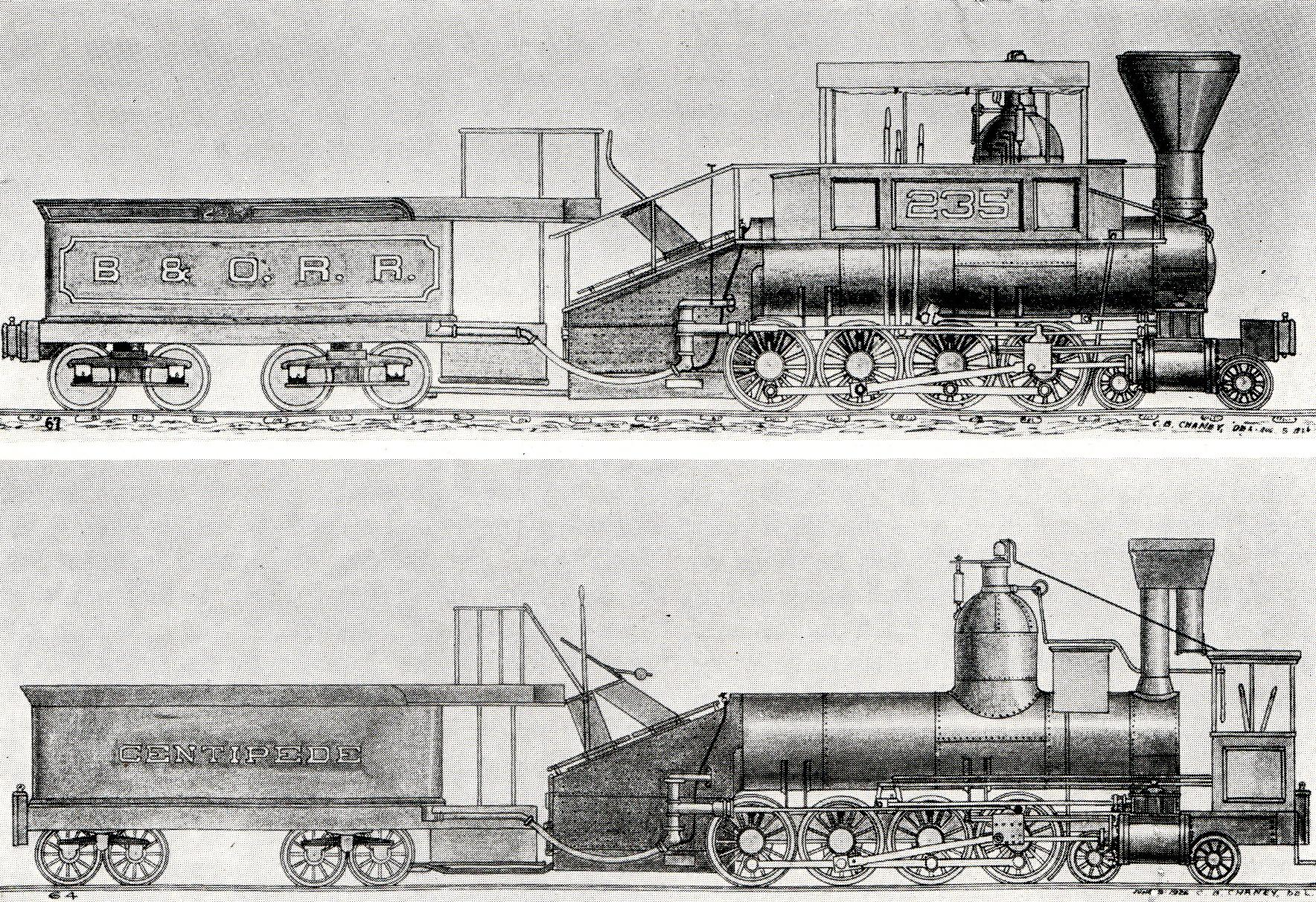
Паровоз «Многоножка» (Centipede) — один из первых (если не самый первый) паровоз типа 2-4-0. Вверху — на момент выпуска в 1855 году. Внизу — после модернизации 1864 года

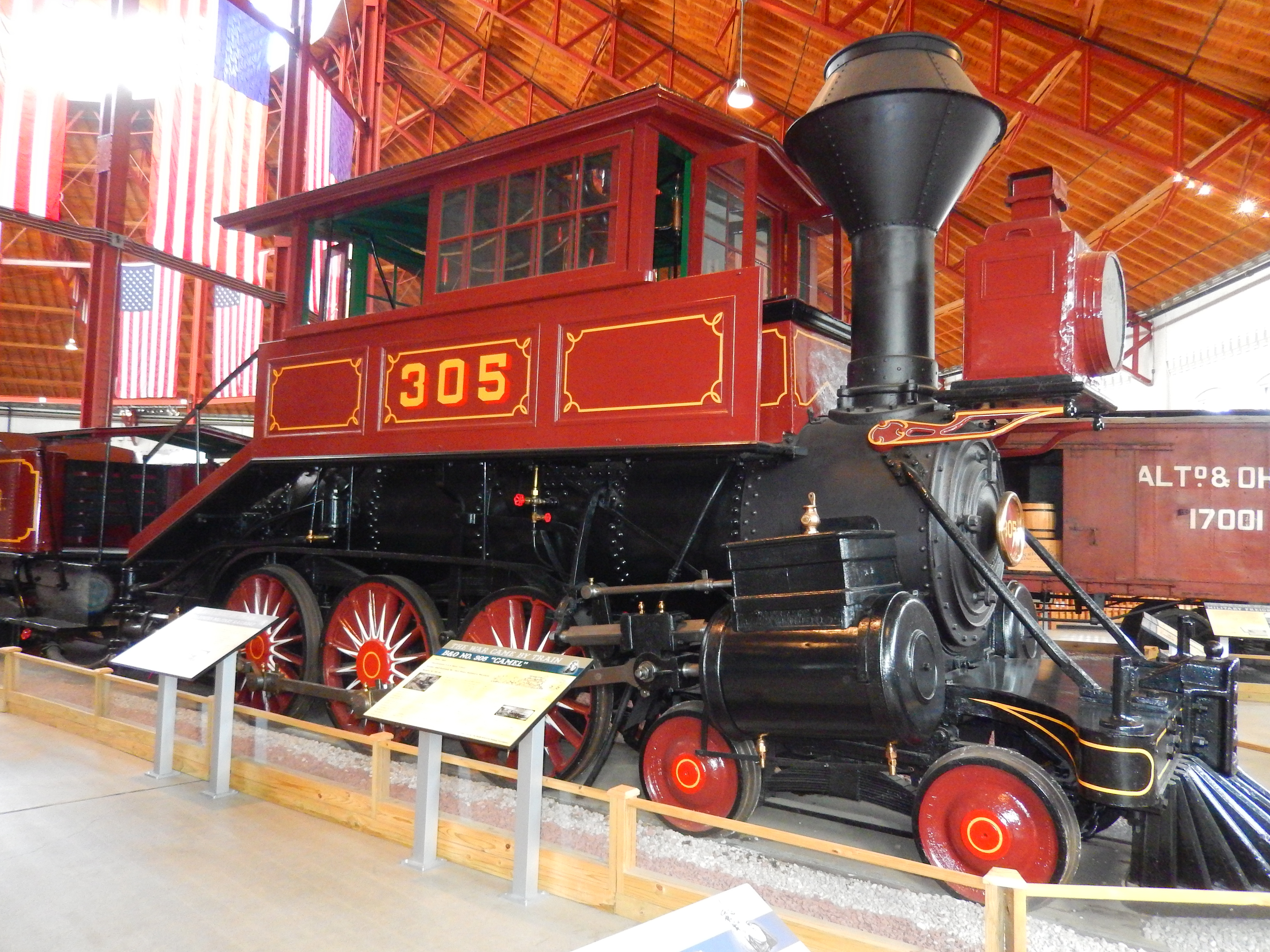
Паровоз конструкции кэмел типа 2-3-0

В 1840-х годах дорога Baltimore and Ohio Railroad нуждалась в мощных локомотивах, поэтому был сделан выбор на паровозы с четырьмя движущими осями. С 1844 по 1847 год была выпущена серия локомотивов типа 0-4-0, которая получила название «Чернорабочие» (англ. Muddiggers). Из-за длинной экипажной части, кабина машиниста была приподнята, чтобы улучшить обзор. Однако машинисту всё равно было трудно увидеть сигналы, а кочегару при этом было неудобно добавлять в топку уголь. Тогда в 1853 году инженер-изобретатель Росс Уинэнс, доработав конструкцию «Чернорабочего», создал паровоз новой конструкции. Его кабина машиниста вытянулась в длину и теперь располагалась сверху парового котла, начинаясь от конца дымовой коробки. Место кочегара находилось на тендере на специальной высокой площадке, откуда кочегар подавал уголь в специальный жёлоб, по которому уголь скатывался в топку, которая в свою очередь имела наклонные стенки. Топливом служил обычный каменный уголь.
Конструкция с таким расположением кабины получила название кэмел (англ. camel — верблюд), а позже были построены и пассажирские паровозы типа 2-3-0 с аналогичным расположением кабины. Производство паровозов кэмел велось до 1870-х годов. В 1890-х годах они были отстранены от эксплуатации. Впоследствии паровозы кэмел стали называть кэмелбэками, но на самом деле к настоящим кэмелбэкам они не имеют никакого отношения.

### Изобретение инженера Вуттена
Американская промышленность на то время в основном использовала антрацитовый уголь, в значительном количестве добываемый на востоке Пенсильвании. Однако при добыче угля около 20 % массы приходилось на штыб — кусочки угля менее 1 сантиметра, которые не годились для промышленности. За ненадобностью, этот мелкий уголь складывали близ шахт и он был сам по себе очень дёшев. Тем заманчивей была идея о его использовании. Одним из тех, кто заинтересовался этим, был американский инженер Джон Вуттен (англ. John E. Wootten). Проведя серию опытов он обнаружил, что при использовании в обычных узких топках тяга подходящего снизу воздуха уносила эти лёгкие частицы угля, но при широких топках скорость воздушного потока значительно снижалась, благодаря чему уголь уже мог сгорать полностью. К тому же мелкие частицы угля сгорали практически полностью, благодаря чему выдавали большое количество тепла и при этом почти отсутствовал дым, ведь не было уносимых частиц угля. В 1877 году Вуттен получил патент на топку новой конструкции.
Топка Вуттена позволяла использовать дешёвое, но высококалорийное топливо, а дыма она практически не создавала. Это был бы оптимальный вариант для применения на пассажирских паровозах, но этому препятствовала большая ширина колосниковой решётки (на ней сгорает топливо), которая была вдвое шире обычных и не помещалась между боковин рамы локомотива. К тому же из-за большой высоты она мешала машинисту следить за ситуацией впереди, а поднятию пола кабины мешали верхний габарит, а также то, что в этом случае кочегару будет неудобно подавать уголь в топку. Тогда было принято оригинальное решение: вынести кабину машиниста вперёд, расположив её по бокам от котла, а сзади оставить небольшую кабину для кочегара.

### Первыекэмелбэки

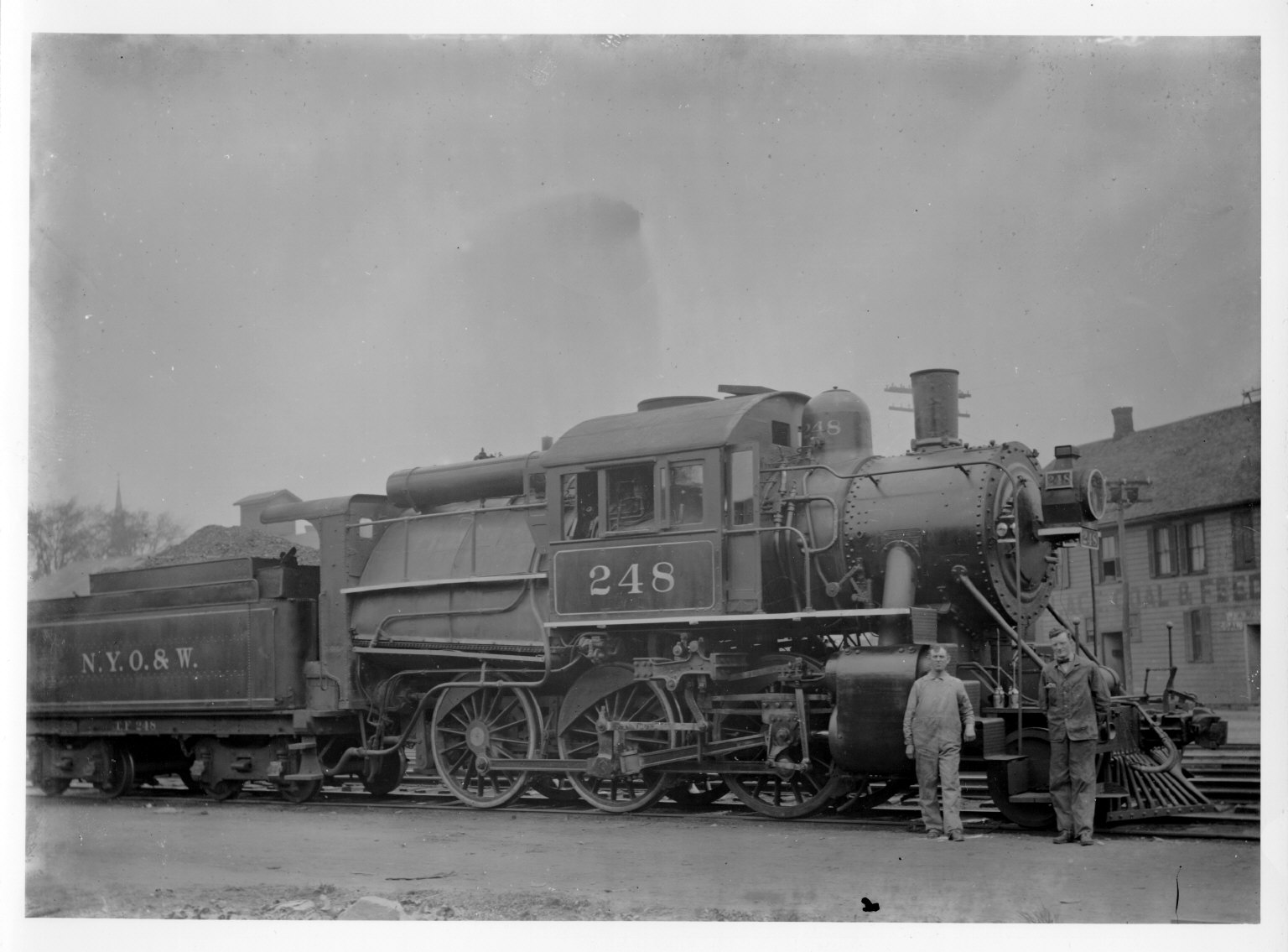
Кэмелбэк типа 1-3-0 дороги New York, Ontario and Western Railway. Видна большая по объёму топка, расположенная позади кабины

В 1877 году по заказу Pennsylvania Railroad был построен паровоз типа 2-3-0 с топкой Вуттена и с кабиной, размещённой посреди котла. В его конструкции помимо нового размещения кабины были внедрены и другие прогрессивные технологии, в том числе камера догорания и водяное охлаждение топки. Использование дешёвого топлива давало значительную экономию — до $ 2000 в год, поэтому дорога заказала ещё паровозы с топкой Вуттена, а к 1883 году на ней работал уже 171 кэмелбэк. Основным родом службы этих локомотивов были пассажирские перевозки, так как отсутствие дыма значительно повышало комфорт поездок. Пять паровозов серии P5 типа 2-2-1 «Атлантик» (номера 340, 342, 343, 348 и 349) обслуживали маршрут Камден—Атлантик-Сити (оба в штате Нью-Джерси), проходя участок длиной 55,5 мили (89 км) за 1 час, а в июне 1907 года паровоз номер 343 прошёл этот маршрут за 41 минуту.
Аналогичные паровозы заказывали и другие дороги. Поначалу кэмелбэки были следующих типов: 0-2-0, 2-2-0, 2-2-1, 0-3-0, 1-3-0, 2-3-0, 0-4-0, 1-4-0 и 2-4-0. Впоследствии были и типы 2-1-1, 1-2-1, 1-3-1, 2-3-1, 1-4-1 и 1-5-0. Также известна серия и полусочленённых паровозов — серия L-1 дороги Erie Railroad типа 0-4-0+0-4-0 (системы Маллета).

### Прекращение производства
Расположение кабины машиниста посреди котла позволяло иметь хороший обзор, но при этом было небезопасным, так как локомотивная бригада находилась прямо над движущим механизмом, а в случае его поломки тяжёлые детали могли подлететь вверх и проникнуть внутрь кабины. Также люди находились у цилиндрической части котла, в которой было наивысшее давление, а потому при взрыве именно эта часть будет наиболее вероятно разрушена. При этом в случае развития этой ситуации у машиниста и его помощника просто не будет шансов спастись, так как куски металла прошьют кабину, убив всех, кто находится внутри.
В связи с этим, в 1918 году производство кэмелбэков было запрещено за некоторым исключением. В 1927 году производство паровозов этой системы было окончательно запрещено. У многих паровозов этой системы кабины машиниста были впоследствии перенесены назад за топку, так как появившиеся к тому времени механические углеподатчики сделали вопрос о высоте пола уже неактуальным. Паровозы серии L-1 типа 0-4-0+0-4-0 были переделаны в тип 1-4-0+0-4-1.

## Операторы
| - Atchison, Topeka and Santa Fe Railway - Baltimore and Ohio Railroad - Canadian Pacific Railway - Central Railroad of New Jersey - Chicago and Eastern Illinois Railroad - Chicago and Indiana Coal Railroad - Delaware and Hudson Railway - Delaware, Lackawanna and Western Railroad - Erie Railroad | - Hecla and Torch Lake Railroad - Lehigh and Hudson River Railway - Lehigh and New England Railroad - Lehigh Valley Railroad - Long Island Rail Road - Maine Central Railroad - Missouri–Kansas–Texas Railroad - Nashville, Chattanooga and St. Louis Railway - New York, Ontario and Western Railway | - New York, Susquehanna and Western Railway - Pennsylvania Railroad - Reading Railroad - Pennsylvania-Reading Seashore Lines - St. Clair Tunnel Company - Staten Island Rapid Transit - Southern Pacific Railroad - Union Pacific Railroad - Wheeling and Lake Erie Railroad |

## Сохранившиеся паровозы

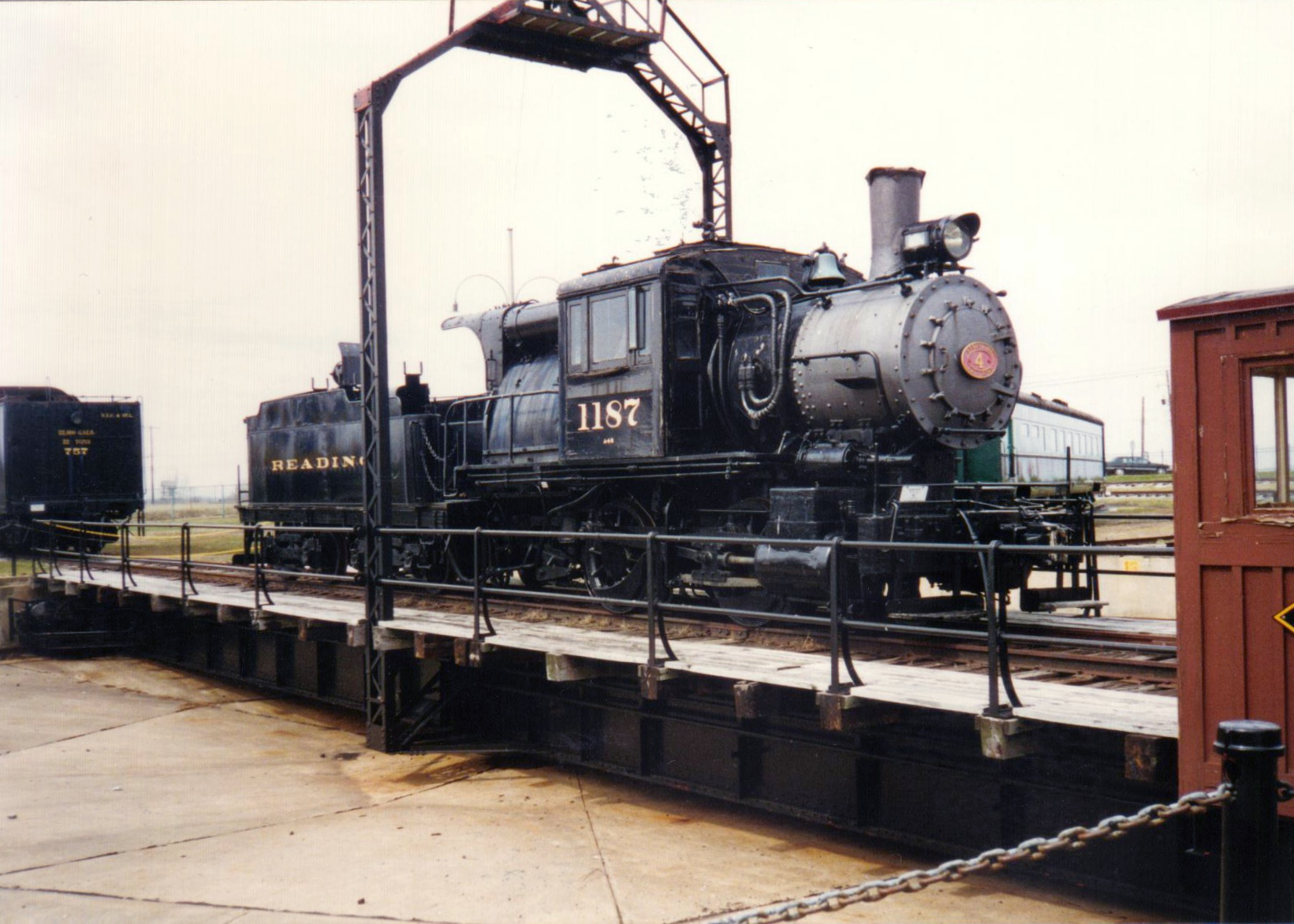
Reading Company № 1187

- Железнодорожный музей в Балтиморе (штат Мэриленд)
  - Central Railroad of New Jersey № 592 типа 2-2-1
  - Baltimore & Ohio Railroad № 305 (бывший № 217) типа 2-3-0
- Музей транспорта[англ.] в Сент-Луисе (штат Миссури)
  - Baltimore & Ohio Railroad № 173 типа 2-3-0
  - Delaware, Lackawanna & Western № 952 типа 2-2-0
- Железнодорожный музей в Страсбурге[англ.] (штат Пенсильвания)
  - Reading Company № 1187 типа 0-2-0

## Культурные аспекты
- В игре Railroad Pioneer (Магнаты железных дорог) представлены три паровоза-кэмелбэка: «Кэмелбэк» (тип 1-5-0), «Консолидейшен» (тип 1-4-0) и «Атлантик» (тип 2-2-1). Причём все они появляются до конца 1850-х годов.
- В игре Transport Giant (Транспортный олигарх) на карте Северной Америки представлены два кэмелбэка: LVR 4-6-0 Camelback (тип 2-3-0) и Baldwin 2-8-0 Camelback (тип 1-4-0).